# Rafael Carbonell i Armero
Rafael Carbonell i Armero (Alcoi, 30 d'abril de 1974) és un professor valencià, ex-regidor a Alcoi pel Bloc Nacionalista Valencià. Va ser vicealcalde de la localitat des de les eleccions locals de 2011 fins al 16 de novembre de 2012.

## Biografia
Llicenciat en Filologia Catalana a la Universitat d'Alacant, és professor de La Salle Alcoi i regidor al consistori alcoià des de 2007.
En la faceta personal, Rafel Carbonell és membre de la filà Asturians i ha estat entrenador de les categories inferiors del CD Alcoyano.

## Trajectòria política
En les eleccions municipals de 2007 va ser triat com a regidor a Alcoi presentant-se amb el Bloc Nacionalista Valencià, sent cap de llista electoral Paco Blay.
Durant la seua tasca com a regidor, va ser insultat per l'ex-alcalde Jordi Sedano (PP) a un ple municipal el 2 de novembre de 2010 quan l'edil nacionalista va criticar la gestió de l'ajuntament en el transport universitari.
El maig de 2010 va ser elegit candidat a l'alcaldia d'Alcoi pel BLOC-Coalició Compromís, substituint al conegut Paco Blay al capdavant de la formació valencianista, si bé aquest també va anar en la llista que a les eleccions municipals del 2011 va obtenir la xifra rècord de 5 regidors al consistori alcoià i vora el 20% de vot. Amb estos resultats, es va produir a Alcoi un pacte de progrés entre el PSOE, BLOC i L'Entesa pel qual Carbonell va ser investit vicealcalde i regidor d'esports del consistori alcoià.
En juliol de 2012 va ser triat membre de l'Executiva Nacional de Compromís, formada
per 21 persones, sent l'encarregat de coordinat l'àrea institucional.
Posteriorment, l'octubre de 2012, durant el 6é Congrés Nacional del BLOC, va ser triat membre de l'executiva nacional d'aquesta formació, sent coordinador de l'àrea de Serveis Polítics.
En novembre de 2012 va esclatar a Alcoi una crisi de govern quan l'alcalde Antoni Francés va fer dimitir a la regidora de cultura Anna Serrano, del BLOC, la qual cosa va portar que tot el partit abandonara l'equip de govern i passara a l'oposició.
En juliol de 2013, Carbonell va anunciar que abandonava la política activa per motius personals, i que tornava a la seua tasca com a pedagog. L'activista Anna Climent va substituir-lo com a regidora, i David Abad va ser el nou portaveu del grup de Compromís a l'ajuntament alcoià.

## Galeria

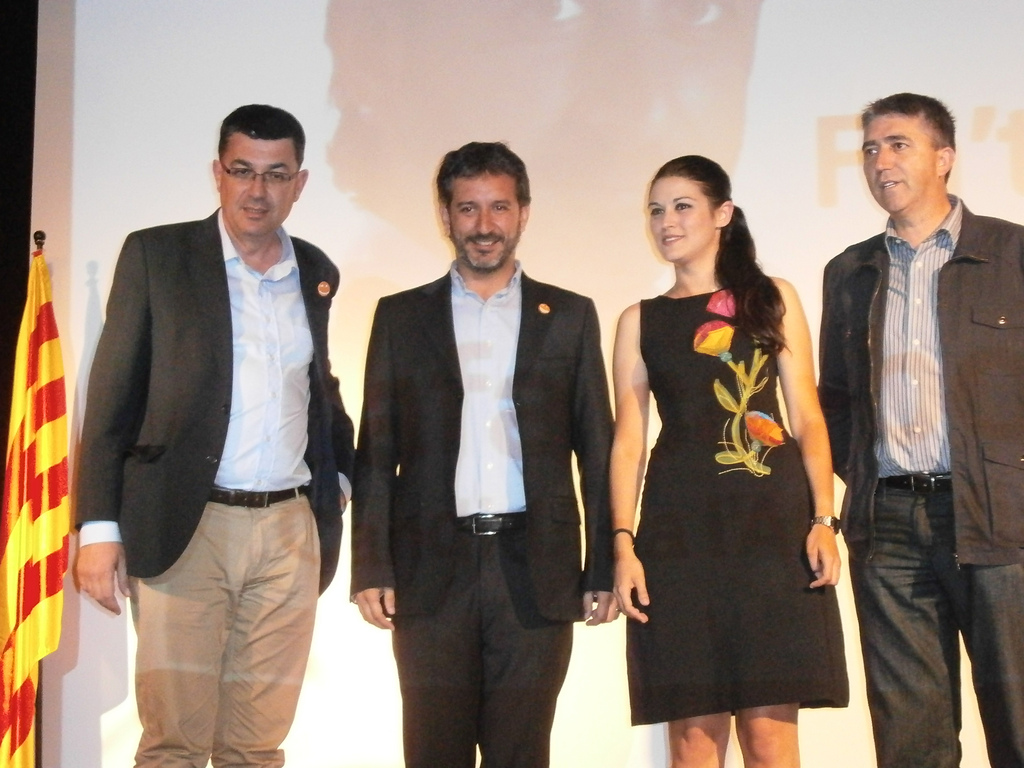
Rafa Carbonell amb Enric Morera, Rafa Climent i Mireia Mollà en 2011.
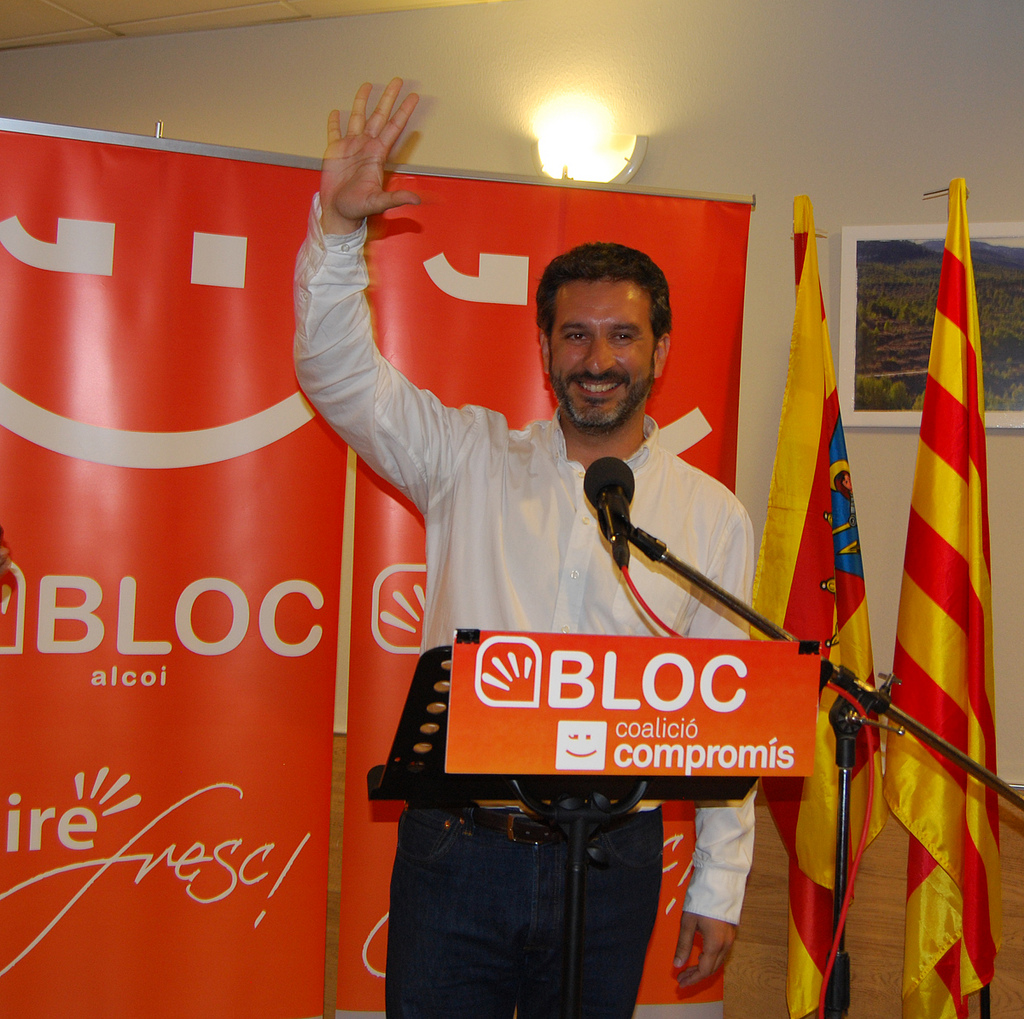
Míting a Alcoi per a les eleccions municipals de 2011.
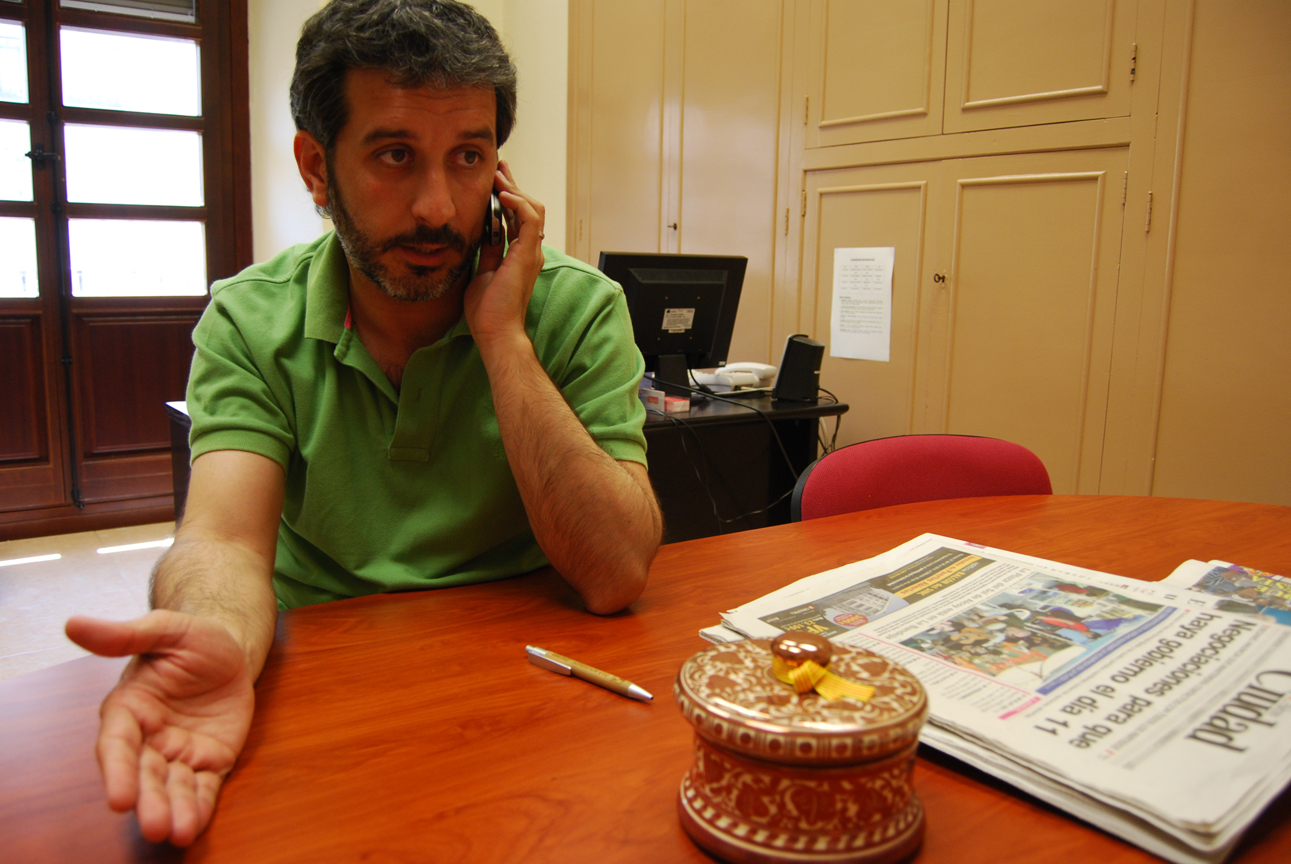
Carbonell el dia després de les eleccions municipals de 2011.
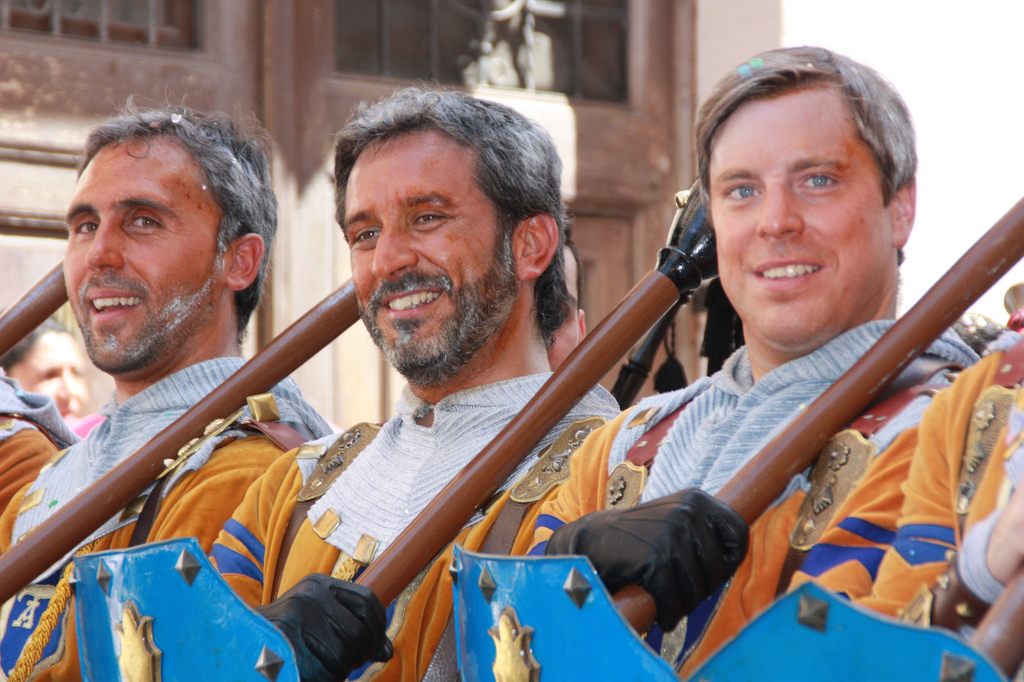
Carbonell desfila junt a companys de la Filà Asturians en les Festes de Moros i Cristians d'Alcoi en 2011.